# Walter Veith
Walter Julius Veith (* 25. Januar 1949) ist ein südafrikanischer Zoologe. Nach seinem Beitritt zur Kirche der Siebenten-Tags-Adventisten verwarf er die Evolutionstheorie zu Gunsten eines Kreationismus und musste den Lehrstuhl für Zoologie an der Universität Kapstadt aufgeben. In Vorträgen, Videos und Büchern stellt er weltweit kreationistische und adventistische Überzeugungen sowie Verschwörungstheorien dar. Dazu gehören ein evangelikales Bibelverständnis mit massivem Eintreten für den Textus receptus, ein Werben für eine vegane Ernährung und der Glaube an die baldige Erfüllung biblischer Endzeit-Prophetie mit der Wiederkunft Jesu Christi.

## Leben und Wirken

### Kindheit und Studium
Walter Veith wuchs in einer gemischt-konfessionellen Familie auf. Sein Vater war Katholik, seine protestantische Mutter verstarb früh an Krebs.
Veith begann 1971 das  Studium der Zoologie an der Universität Stellenbosch, das er mit dem Master of Science abschloss. Seine Abschlussarbeit handelte von der Fortpflanzung des Bunten Zwergchamäleons. Nach einem zweijährigen Aufbaustudium folgte 1979 an der Universität Kapstadt seine Dissertation, die die Ernährungsweise des Knochen- und Klippfisches Clinus superciliosus im embryonalen Zustand röntgenspektropisch und elektronenmikroskopisch untersuchte. Bis dahin hatte er auch Vorlesungen über Zoologie an den Universitäten in Durban-Westville und in Stellenbosch gehalten.

### Lehrtätigkeit und religiöse Entwicklung
Nach der Promotion lehrte Veith als außerordentlicher Professor an der Universität Stellenbosch und hielt bis 1987 Vorlesungen in Zoologie.
Veith wandte sich dem adventistischen Glauben zu. Durch den Glauben und das Bibelstudium verwarf er die Evolutionstheorie zu Gunsten des Kreationismus, wodurch er in Konflikt mit seinem Lehrauftrag geriet. Als er Vorlesungen über die vorgeblichen wissenschaftlichen Beweise für die biblische Schöpfungsgeschichte hielt, musste er die Universität Stellenbosch verlassen.
1988 wurde er außerordentlicher Professor für Zoologie an der Universität des Westkaps. Ein Besuch bei Ariel Roth in Kalifornien, der am kreationistischen Geoscience Research Institute in Loma Linda nach geowissenschaftlichen Beweisen für die biblische Schöpfungsgeschichte forschte, inspirierte Veith dazu, eine eigene Vorlesungsreihe zur biblischen Schöpfungsgeschichte zu entwickeln.
Im folgenden Jahr erhielt Veith einen Einjahresvertrag an der Universität Kapstadt. Seine Vorlesungsreihe führte dazu, dass sein Vertrag nicht verlängert wurde und er lediglich ohne Lehrtätigkeit an der Universität des Westkaps angestellt wurde.In dieser Zeit begann er, Vortragsreihen außerhalb der Universität zu halten. Die Vorträge führten ihn anfangs zu überwiegend adventistischen Gemeinden in die Vereinigten Staaten, nach Kanada, Australien und Europa. In seinen Vorträgen zum Thema Ernährung vermittelte er adventistische Werte wie Vegetarismus und Fasten. Sein erstes Buch erschien 1993 unter dem Titel Diet and Health.
1995 wurde er nach fünf Jahren ordentlicher Professor mit Lehrauftrag und gleichzeitig Leiter des Fachbereichs für Zoologie, der sich inhaltlich auch mit der Evolutionstheorie beschäftigte. Seine Vortragsreihen behandelten neben der Ernährung auch die biblische Schöpfungsgeschichte als einzige Erklärung für das Entstehen des Lebens, so auch in Vorlesungen an der Universität des Westkaps. 1998 legte Veith seine Lehrtätigkeit vorübergehend nieder.
Nach schweren Konflikten innerhalb des Fachbereiches Zoologie an der Universität des Westkaps, verließ er den Fachbereich und lehrte fortan im Fachbereich  Physiologie, wo er bis 2003 tätig war. Mit dem Wechsel wurde ihm die Lehrbefugnis für Zoologie entzogen. Nach Ende seiner Tätigkeit in der Physiologie widmete sich Veith seinen Vortragsveranstaltungen.

## Missionszentrum „Amazing Discoveries“
Veith ist eng mit dem Missionszentrum Amazing Discoveries e. V. verbunden und ist dessen prominentester Referent. Das Zentrum ist an die adventistische Gemeinde Nürnberg-Marienberg angeschlossen. Weitere Missionszentren befinden sich in Champier, Frankreich, in Blaine im US-Bundesstaat Washington und in Langley, Kanada. Mit einem umfassenden Medienprogramm verfolgt es nach eigenen Angaben das Ziel, den Zusammenhang von aktuellem Zeitgeschehen und biblischer Prophetie darzulegen sowie Menschen Lebenssinn, Hoffnung und Frieden anzubieten. Weitere Ziele sind es aufzuzeigen, dass Wissenschaft und moderner christlicher Glaube nicht im Widerspruch zueinander stehen. Gleichzeitig sollen eine positive und gesunde Lebensweise gefördert und weitere karitative Ziele verfolgt werden. Eigenen Angaben zufolge arbeiten alle Zentren nicht profitorientiert und finanzieren sich weitgehend über Spenden und Verkaufserlöse. Sie sind Mitglied im adventistischen Verband ASI, dem Laienverband für adventistische Dienstleistungen und Industrien.
Veiths Vorträge in deutscher und englischer Sprache werden aufgezeichnet und als Mitschnitte zum Kauf angeboten.
Im Januar 2010 hielt Veith im Rahmen der Premierentour zum Film Die Schöpfung von Henry Stober Vorträge, deren offizieller Veranstalter Amazing Discoveries e. V. war und die durch zahlreiche deutsche Städte führte. In Aachen kam es dabei zu einer Spontandemonstration weniger Gegner der Filmaufführung. Die Demonstration wurde durch zwei Polizeibeamte aufgelöst.

## Kritische Bücher und Vorträge
In seinem 2003 erschienenen Buch Auf die Wahrheit kommt es an – dem Labyrinth des Irrtums entkommen kritisiert Veith aktuelle religiöse und politische Entwicklungen anhand biblischer Texte. In diesem Buch und auch in seinen Vorträgen wie Krieg der Bibeln und der Serie Reformation – die Wahrheit neu entfachen identifiziert er neben anderen Institutionen das Papsttum, die Freimaurerei und die Vereinten Nationen als antichristlich ausgerichtete Organisationen, indem er z. B. hohe Würdenträger der katholischen Kirche (u. a. den Papst selbst), Mitglieder der Ökumene, Gründungs- und Hochlogenmitglieder der Freimaurer  und UN-Politiker themenbezogen zitiert und diese Aussagen Bibeltexten gegenüberstellt.

## Kritik adventistischer Theologen an Veiths Bibelverständnis
Aufgrund eines Vortrags mit dem Titel Krieg der Bibeln wurde Walter Veith im April 2004 die Befugnis entzogen, in adventistischen Gemeinderäumlichkeiten in Deutschland Vorträge zu halten, da sich die adventistische Kirchenleitung mit den Inhalten dieses Vortrags nicht einverstanden zeigte. Das adventistische Biblical Research Institute kritisierte Veiths Verteidigung des Textus receptus in seinem Vortrag Krieg der Bibeln als „falsch“, „einseitig und ungenau“. Noch deutlicher wurde Johannes Kovar, adventistischer Dozent für Neues Testament. Er warf Veith bei diesem Thema mangelnde Kompetenz und Seriosität, Verantwortungslosigkeit und Populismus vor.
Die Führung der Siebenten-Tags-Adventisten empfahl Veith zur Thematik „Bibelübersetzungen und Textus Receptus“,

„entweder künftige Ausführungen zu dieser Thematik völlig neu zu überarbeiten und sie ausgewogen, fair und seriös darzubringen oder ganz auf sie zu verzichten“

## Schriften
- Mal was anderes. Vegane Kochkunst. Neue tolle, leckere Rezepte. Schosch, Nürnberg 1993
- Ernährung neu entdecken. Der Einfluss der Ernährung auf unsere Gesundheit. Wissenschaftliche Erkenntnisse. 2. Auflage. Wissenschaftliche Verlagsgesellschaft,  Stuttgart 1996, ISBN 3-8047-1468-4, (Originaltitel: Diet and Health, Stuttgart 1998, ISBN 3-88763-068-8).
- The Genesis Conflict. Amazing Discoveries, Delta BC 2002, ISBN 0-9682363-5-9.
- Auf die Wahrheit kommt es an. 3. Auflage. Amazing Discoveries, Heroldsberg 2003, ISBN 3-9809109-0-3, (Originaltitel: Truth Matters – Escaping the Labyrinth of Error.).